# Silke Schleichert
Silke Schleichert (* 17. Februar 1970 in Karlsruhe) ist eine ehemalige deutsche Basketballspielerin.

## Laufbahn
Schleichert nahm als Auswahlspielerin des Deutschen Basketball Bundes an den Kadetten-Europameisterschaften 1985 und 1987 teil und kam auf über 50 Länderspiele.
In der 1. Damen-Basketball-Bundesliga 1992/93 startete sie mit dem SSC Karlsruhe.